# 杜卡 (印地安納州)
杜卡（英語：Deuchars）是位於美國印地安納州克勞福德縣的一個非建制地區。該地的面積和人口皆未知。

## 地理
杜卡的座標為38°10′20″N 86°26′54″W / 38.17222°N 86.44833°W，而該地的平均海拔高度為201米（即659英尺）。